# Hôpital des Quinze-Vingts
Hôpital des Quinze-Vingts (česky doslova: Nemocnice Patnáct-Dvacet) je nemocnice specializující se na oftalmologii v Paříži. Původní pečovatelský ústav pro slepce byl založen kolem roku 1260. Dal jméno též jedné z pařížských čtvrtí Quartier des Quinze-Vingts, ve které se původně nacházel. Dnes ovšem sídlí o něco dále v Rue de Charenton č. 28 v sousední čtvrti Picpus taktéž ve 12. obvodu.

## Historie

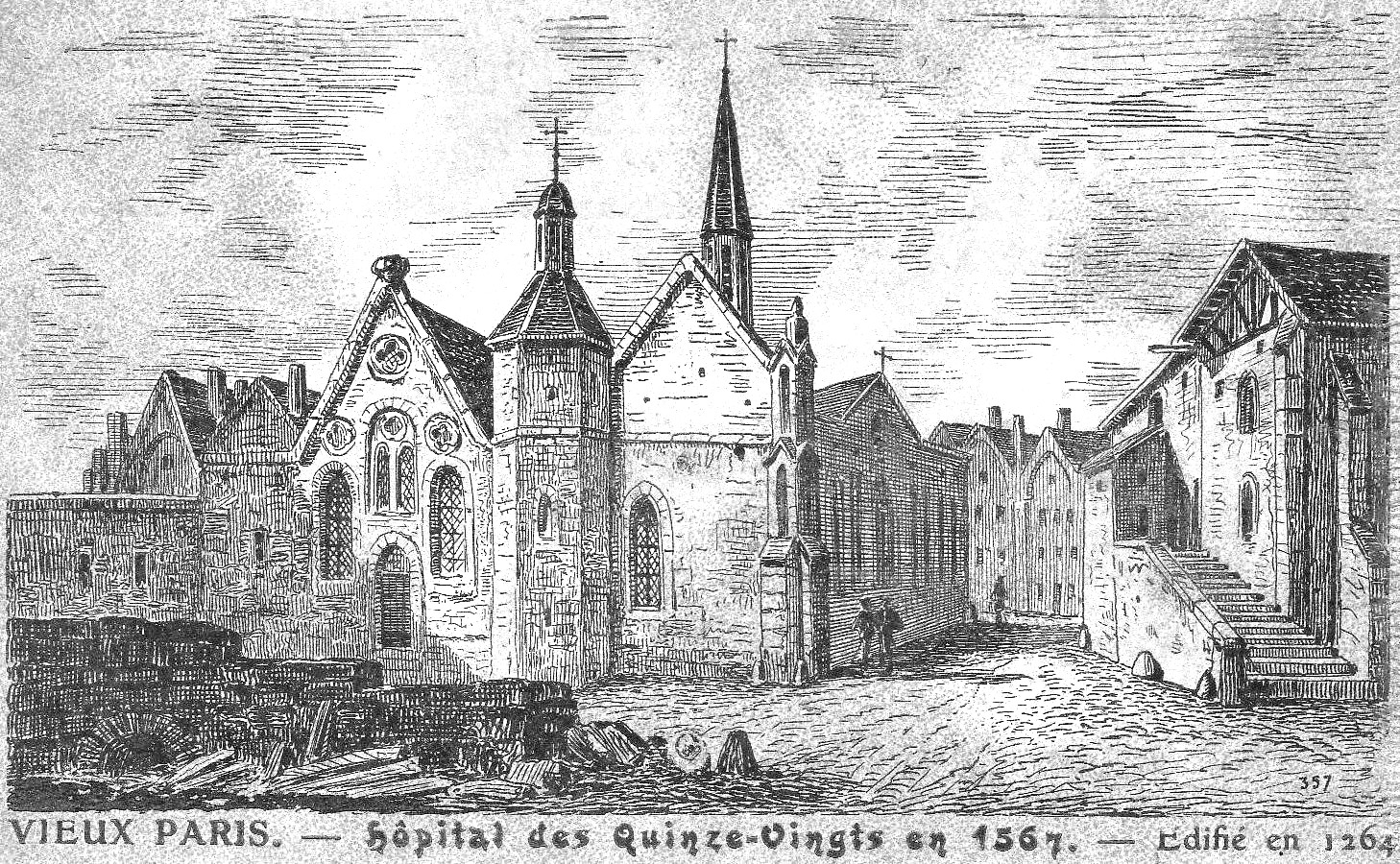
Hôpital des Quinze-Vingts (1567)

Ústav založil král Ludvík IX. asi v roce 1260, jako špitál pro slepce. Jeho první sídlo bylo v ulici Rue Saint-Honoré, kde zůstal až do roku 1780. V tomto roce nechal Ludvík XVI. ústav přeložit na současné místo do ulice Rue de Charenton do bývalých kasáren černých mušketýrů (jejich název byl odvozen od barvy pokrývky jejich koní), kteří byli v roce 1775 zrušeni.
Zvláštní jméno špitálu znamená číslovku 300 ve dvacítkové soustavě (15 x 20 = 300), neboť měl být dle legendy založen pro 300 křižáků, kteří byli v zajetí saracénů za sedmé křížové výpravy oslepeni a vrátili se s králem zpět do vlasti. Panovníkovým cílem byla především péče o slepce v Paříži, je však možné, že osud slepých navrátilců přispěl k jeho rozhodnutí.
Nemocnice, která sídlí v budově z roku 1957, se dodnes specializuje na oční lékařství a její součástí je Centre Hospitalier National d'Ophtalmologie des Quinze-Vingts (Národní nemocniční centrum oftalmologie Quinze-Vingts).